# Tertu Équipements
L'entreprise Tertu Équipements, est spécialisée dans la conception et la fabrication des glissières de sécurité avec un alliage de métal et de bois. Tertu Equipements est le leader mondial des glissières de sécurité

## Historique
L'entreprise Tertu est créée par Jacques et Gwenaëlle de Maussion,.
En 1992, l'entreprise met au point la glissière de sécurité bois-métal.
En 1999, la filiale « Tertu Chile » voit le jour au Chili.
En 2001, Tertu établi un partenariat avec l'entreprise américaine Trinity (en) et avec le groupe italien Marcegaglia en devenant leur distributeur exclusif en France. 
En 2002, une nouvelle filiale, « BDT Inc. », est créée aux USA
En 2010, une 3e filiale est ouverte en Chine sous le nom de « Tertu Shanghaï Traffic Technology »
En 2011, l'entreprise gagne le marché pour l'équipement des ouvrages d'arts du LGV Est et celui des contournements Nîmes-Montpellier
En 2013, Tertu installe une 4e filiale au Brésil.
En 2022, Tertu achète la société Girod, une entreprise iséroise située de Pontcharra spécialisée dans la fabrication de solutions en bois,